# Wapen van Antigua en Barbuda

Wapen van Antigua en Barbuda

Het wapen van Antigua en Barbuda werd in 1966 ontworpen door Gordon Christopher. Op 16 februari 1967 werd het officieel ingevoerd als wapen van het land.

## Beschrijving
Boven op het wapen staat een ananas, een vrucht waarom het land beroemd is. Er zijn ook verschillende andere planten te vinden op het schild, die allemaal in het land te vinden zijn, namelijk Suikerriet, de Hibiscus en de Yucca. Aan de zijkanten van het wapen staan twee herten die de wilde dieren in het land moeten voorstellen.
Op het schild staat een zon die opkomt uit een blauwe en witte zee. De zon symboliseert een nieuw begin en de zwarte achtergrond staat voor de Afrikaanse achtergrond van veel van de inwoners. Voor de zee staat een suikermolen.
Onderaan het schild staat het nationale motto "Each endeavouring, all achieving" ("allen doen hun best, iedereen profiteert")
Antigua en Barbuda · Aruba · Bahama's · Barbados · Belize · Canada · Costa Rica · Cuba · Curaçao · Dominica · Dominicaanse Republiek · El Salvador · Grenada · Guatemala · Haïti · Honduras · Jamaica · Mexico · Nicaragua · Panama · Saint Kitts en Nevis · Saint Lucia · Saint Vincent en de Grenadines · Sint Maarten · Trinidad en Tobago · Verenigde Staten
Afhankelijke gebieden

Amerikaanse Maagdeneilanden · Anguilla · Bermuda · Britse Maagdeneilanden · Groenland · Guadeloupe · Kaaimaneilanden · Martinique · Montserrat · Navassa · Puerto Rico · Saint-Pierre en Miquelon · Turks- en Caicoseilanden